# Kim Yu-na
Kim Yuna (kor. 김연아 Kim Yun-a, ur. 5 września 1990 w Bucheon) – południowokoreańska łyżwiarka figurowa, startująca jako solistka. Mistrzyni olimpijska z Vancouver (2010) i wicemistrzyni olimpijska z Soczi (2014), dwukrotna mistrzyni świata (2009, 2013), mistrzyni czterech kontynentów (2009), trzykrotna zwyciężczyni finału Grand Prix (2007, 2008, 2010) oraz sześciokrotna mistrzyni Korei Południowej. Zakończyła karierę amatorską 20 lutego 2014 roku.
W 2010 roku po zdobyciu złotego medalu na igrzyskach olimpijskich została pierwszą solistką, która zdobyła super szlema (ang. Super Slam), co oznacza, że wygrała we wszystkich seniorskich i juniorskich zawodach najwyższej rangi.
Kim Yuna zapaliła znicz olimpijski podczas ceremonii otwarcia Zimowych Igrzysk Olimpijskich 2018 w Pjongczangu.

## Życie prywatne
Kim Yun-a urodziła się w Bucheon, a mając sześć lat przeprowadziła się do Gunpo w prowincji Korei Południowej Gyeonggi. W 2006 roku przeprowadziła się do Toronto.
Kim została katoliczką po przyjęciu chrztu świętego w 2008 roku podczas którego przyjęła imię Stella od łacińskiej nazwy Stella Maris oznaczającej starożytny tytuł Najświętszej Marii Panny Gwiazdy Mórz.
Angażuje się w działalność charytatywną, udziela się w wolontariacie i wspiera finansowo katolickie szkoły, szpitale oraz inne organizacje. Pracuje wspólnie z koreańskimi biskupami jako rzeczniczka katolickiej instytucji charytatywnej w Seulu. W 2012 roku ofiarowała sto tysięcy dolarów na wsparcie misji salezjańskiej w Południowym Sudanie oraz na fundację katolickich szkół w tym kraju.
W 2013 roku ukończyła studia na kierunku edukacji sportowej na Korea University.

## Kariera
Kim rozpoczęła jazdę na łyżwach w wieku sześciu lat. Jej trener w tamtym czasie Ryu Jong-hyun zasugerował jej matce, że Kim powinna kontynuować karierę jako łyżwiarka, gdyż ma szansę na wielkie sukcesy międzynarodowe. W 2011 r. po zostaniu mistrzynią olimpijską Kim wielokrotnie podkreślała zasługi jej pierwszych trenerów, którzy zobaczyli w niej potencjał i pomogli w osiągnięciu sukcesów już we wczesnym wieku. Pomimo ogromnego talentu Kim brakowało jej odpowiednich warunków do rozwoju, gdyż w Korei brakowało lodowisk na których panowałaby temperatura sprzyjająca treningom co skutkowało wieloma kontuzjami, brakowało też odpowiedniego sprzętu np. dopasowanych łyżew.

### Kariera juniorska
Kim Yun-a rozpoczęła starty w sezonie 2001/02, gdy debiutowała jako junior młodszy. Przez całą karierę Kim nie schodziła z podium, a sukcesy juniorskie przeplatała z seniorskimi na arenie krajowej. W latach 2004–2006 była jedną z głównych wschodzących gwiazd łyżwiarstwa. 4 września 2004 r. pobiła pierwszy rekord świata juniorów w programie dowolnym podczas Junior Grand Prix na Węgrzech z notą 101.32 pkt. W sezonie 2005/06 dominowała na zawodach Junior Grand Prix oraz mistrzostwach świata juniorów wygrywając wszystkie zawody w sezonie. Zdobywając mistrzostwo świata juniorów w 2006 r. Kim pobiła rekord świata juniorów w programie krótkim z notą 60.86 pkt. Jednocześnie zdobyła czwarty tytuł mistrzyni Korei Południowej.

### Kariera seniorska
Przez całą karierę seniorską Kim Yun-a nie schodziła z podium. W pierwszym sezonie 2006/07 wygrała finał Grand Prix w Petersburgu. Na mistrzostwach świata w 2007 r. zdobyła brązowy medal. Po programie krótkim zajmowała pierwsze miejsce, lecz w trakcie programu dowolnego dwa razy upadła przy próbie potrójnego lutza co dało jej czwarte miejsce w programie dowolnym i ostatecznie zapewniło brąz. Drugi brązowy medal wywalczyła rok później na mistrzostwach świata w Göteborgu. Jednocześnie kontynuowała dominację w Grand Prix zdobywając drugi złoty medal w finale. W sezonie 2008/09 wygrała Cup of China i Skate America, jednak w finale Grand Prix w rodzimym Goyang przegrała z Japonką Mao Asadą o 2.2 pkt. Była to jedyna porażka w tym sezonie, gdyż Kim Yun-a została mistrzynią czterech kontynentów oraz mistrzynią świata. Na mistrzostwach czterech kontynentów pobiła rekord świata w programie krótkim 72.24 pkt, zaś poprawiła go na mistrzostwach świata (76.12 pkt) zostając pierwszą solistką, która przekroczyła granicę 75 pkt. Oprócz tego zostając mistrzynią świata ustanowiła pierwszy rekord świata w nocie łącznej powyżej 200 pkt, 207.71 pkt.

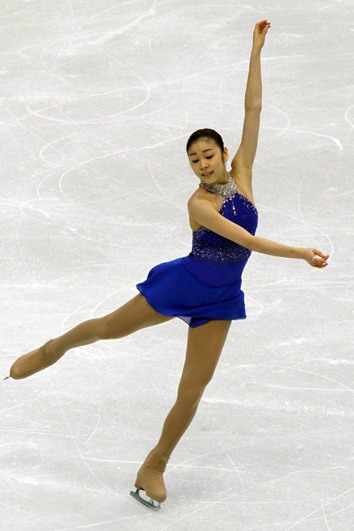
Program dowolny na igrzyskach olimpijskich w 2010 r.

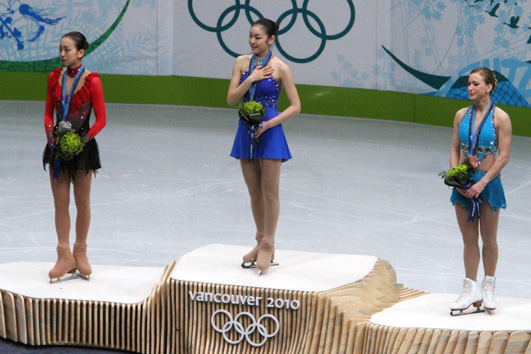
Ceremonia medalowa IO 2010, od lewej: Asada, Kim, Rochette

W sezonie olimpijskim 2009/10 była wskazywana jako faworytka do złota olimpijskiego. Potwierdzała to wspaniałymi rezultatami w zawodach Grand Prix zwycięstwem w Skate America 2009 oraz Trophée Éric Bompard 2009, gdzie ustanowiła również rekord świata w programie dowolnym 210.03 pkt. W finale zwyciężyła po raz trzeci w karierze.
Jej debiut na Zimowych Igrzyskach Olimpijskich 2010 w Vancouver był najbardziej udanymi zawodami w jej karierze. Za program krótki otrzymała 78.50 pkt, co było nowym rekordem świata, była najlepsza zarówno pod względem elementów technicznych jak i komponentów, dało jej to 4.72 pkt przewagi nad drugą Japonką Asadą. W programie dowolnym wykonała bezbłędnie sekwencję skoków potrójnych i podwójnych, otrzymując przy tym poziom czwarty również za obroty i spirale. Zarówno jej wynik za elementy techniczne (78.30 pkt) jak i prezentację (71.76 pkt) były najwyższe tego dnia. Ustanowiła kolejny nowy rekord świata za program dowolny 150.06 pkt oraz w nocie łącznej 228.56 pkt, zostając pierwszą solistką, która złamała barierę 220 pkt. 25 lutego 2010 r. została mistrzynią olimpijską, przy czym był to pierwszy medal olimpijski Korei Południowej w łyżwiarstwie figurowym. Została przy tym pierwszą złotą medalistką olimpijską na Zimowych Igrzyskach Olimpijskich z Korei Południowej w sporcie innym niż łyżwiarstwo szybkie i short track. Zawody olimpijskie były pierwszymi w których obowiązywał Nowym Systemem Sędziowania ISU dlatego rekordy świata Kim Yuny zostały jednocześnie wpisane do Księgi rekordów Guinnessa. Jej występ olimpijski jest rozważany jako jeden z najwybitniejszych w historii.
Na mistrzostwach świata 2010 zdobyła srebro za Japonką Mao Asadą.
W sierpniu 2010 r. Kim zrezygnowała ze współpracy z dotychczasowym trenerem Brianem Orserem, zaś jej nowym trenerem został Peter Oppegard w październiku tego samego roku. W kolejnym sezonie wzięła udział jedynie w mistrzostwach świata 2011, gdzie zdobyła srebrny medal za Japonką Miki Andō. Nie brała udziału w żadnych zawodach w sezonie 2011/12.

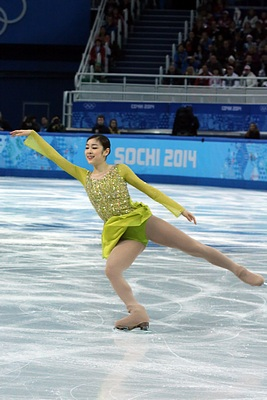
Program krótki na igrzyskach olimpijskich w 2014 r.

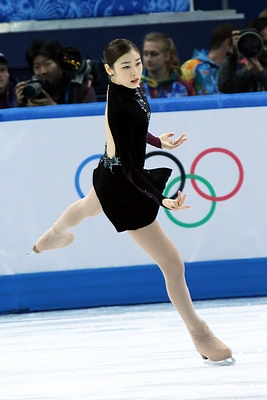
Program dowolny na igrzyskach olimpijskich w 2014 r.

Kim Yun-a powróciła do startów w 2012 r. rozpoczynając swoje przygotowania do kolejnych igrzysk. W pierwszym sezonie po powrocie wygrała NRW Trophy oraz piąty tytuł mistrzyni Korei Południowej po kilku latach przerwy w startach na zawodach krajowych. W marcu 2013 r. zdobyła drugi tytuł mistrzyni świata z dużą przewagą 20.42 pkt nad drugą Włoszką Caroliną Kostner. Była to ówcześnie największa przewaga w oficjalnych zawodach ISU po zmianie przepisów w sędziowaniu.
W 2014 r. Kim również ograniczyła liczbę startów w sezonie traktując Zimowe Igrzyska Olimpijskie 2014 w Soczi jako główny cel. Wzięła jedynie udział w Golden Spin Zagrzeb, które wygrała oraz zdobyła szósty tytuł krajowy. Było to spowodowane urazem stopy i 6-tygodniową przerwą w treningach. Pomimo kontuzji doznanej na początku sezonu Kim Yun-a jechała na igrzyska w roli obrończyni tytułu, jednak konkurencja była bardzo silna, szczególnie ze strony Rosjanek, które występowały w swoim rodzimym kraju. Pierwszego dnia zawodów prowadziła po programie krótkim z nieznaczną przewagą 0.28 pkt nad Rosjanką Adeliną Sotnikową. Kontrowersje pojawiły się kolejnego dnia przy ocenie programu dowolnego solistek. Kim Yun-a zajęła drugie miejsce w programie dowolnym z notą 144.19 pkt, przy czym jej strata do Rosjanki w tej odsłonie wynosiła aż 5.76 pkt. Kim z notą łączną 219.11 zdobyła wicemistrzostwo olimpijskie. Jednak ostateczne rozstrzygnięcie zawodów wywołało zaskoczenie, a niektórzy twierdzą, że był to skandal, który zabrał Koreance złoto olimpijskie. Kontrowersje wynikały ze sposobu oceniania rosyjskich zawodniczek. Sotnikowa otrzymała więcej punktów za elementy techniczne pomimo jej słabszej, mniej dojrzałej techniki łyżwiarskiej od uważanych za dużo bardziej doświadczonych, lepszych artystycznie i technicznie łyżwiarek takich jak Mao Asada, Ashley Wagner, Carolina Kostner czy właśnie Kim Yun-a. Ponadto Yun-a oraz Kostner otrzymały zero punktów za niektóre wykonane poprawnie skoki, za to Sotnikowa otrzymał +3 pkt za jedną z sekwencji, zaś gdy się potknęła w kombinacji skoków, otrzymała zero zamiast punktów ujemnych. Kontrowersyjnie wyglądała także sprawa zaliczania poziomów trudności, gdyż Kosner i Yun-a pomimo spełnienia wymogów poziomu 4 w zakresie pracy nóg (ang. footwork) otrzymały poziom 3, zaś Sotnikowa pomimo niespełnienia wymogów otrzymała punkty za poziom 4. Swoje wątpliwości co do oceny wyraziła doświadczona łyżwiarka amerykańska Ashley Wagner, która została sklasyfikowana np. za Juliją Lipnicką. Komentator kanadyjski dla CBC i czterokrotny mistrz świata Kurt Browning był zszokowany, że Yun-a i Sotnikowa otrzymały za komponenty podobną liczbę punktów pomimo widocznej różnicy w wykonaniu programu:

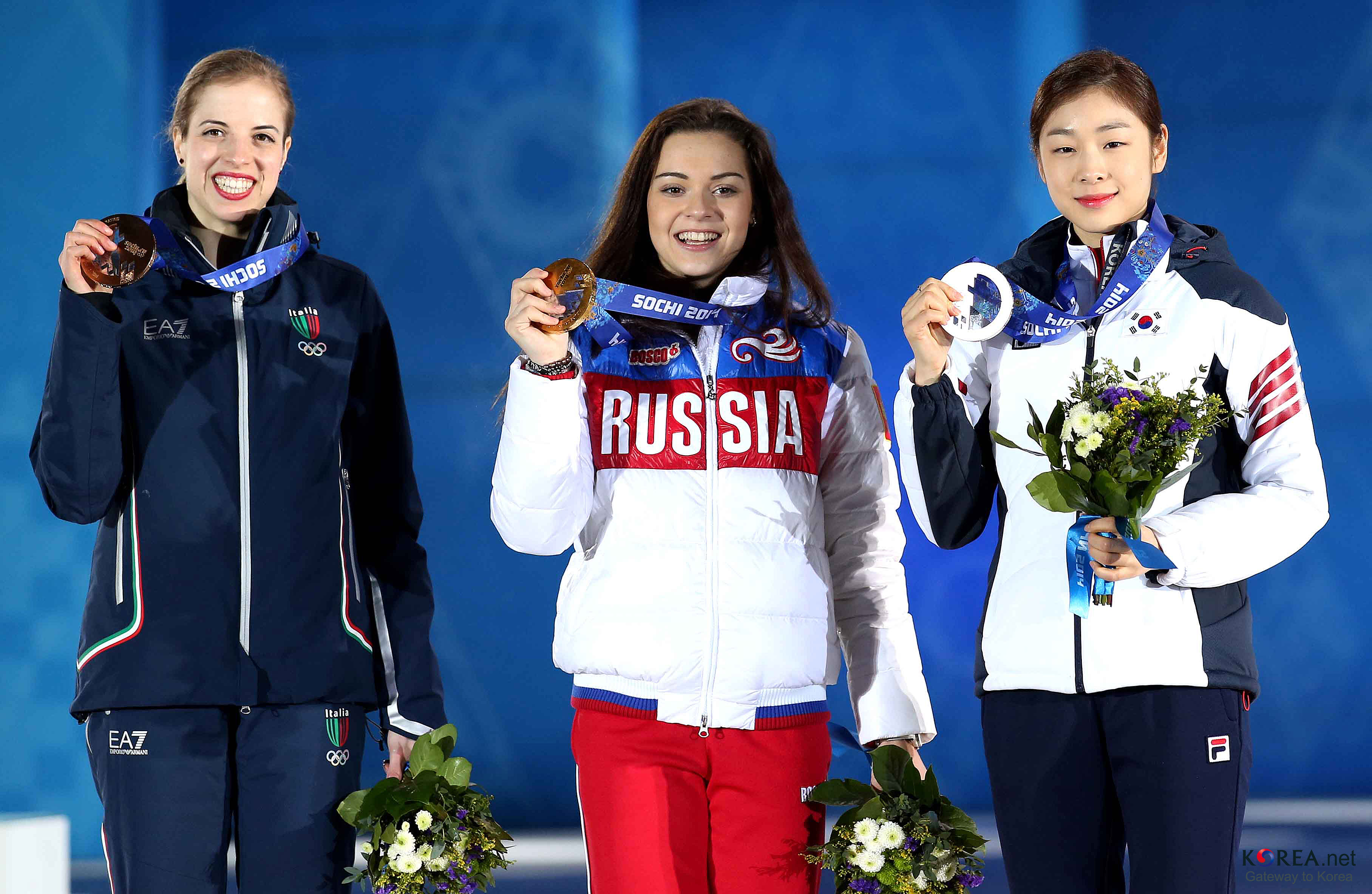
Ceremonia medalowa IO 2014, od lewej: Kostner, Sotnikowa, Kim

Po prostu nie mogę dostrzec jak Yun-a i Sotnikowa były tak blisko w komponentach. I co, nagle ona (Sotnikowa) stała się lepszą łyżwiarką przez noc? Nie wiem co się stało. Wciąż próbuję to zrozumieć.

Choć nie złożono oficjalnych protestów, to petycję kibiców o niesprawiedliwej wygranej Sotnikowej podpisało 1,5 miliona osób. Kim Yun-a ogłosiła, że występ olimpijski był jej ostatnim w karierze amatorskiej. Zakończyła karierę 20 lutego 2014 r.

### Po zakończeniu kariery
Kim Yun-a swoje występy kontynuowała w rewiach i pokazach łyżwiarskim m.in. Stars on Ice. Nadal pozostaje ikoną łyżwiarstwa figurowego i jedną z najpopularniejszych południowokoreańskich sportowców.
9 lutego 2018 r. Kim Yun-a zapaliła znicz olimpijski podczas ceremonii otwarcia Zimowych Igrzysk Olimpijskich 2018 w Pjongczangu. Pochodnię z ogniem przekazały jej dwie hokeistki z jednej reprezentacji, ale pochodzące z dwóch państw koreańskich. Oprócz tego była ambasadorką tej olimpiady i uczestniczyła w jej promocji.

## Osiągnięcia
| Zawody                                | 01–02          | 02–03          | 03–04          | 04–05          | 05–06          | 06–07          | 07–08          | 08–09          | 09–10          | 10–11          | 12–13          | 13–14          |                |                |                |                |                |
| Międzynarodowe                        | Międzynarodowe | Międzynarodowe | Międzynarodowe | Międzynarodowe | Międzynarodowe | Międzynarodowe | Międzynarodowe | Międzynarodowe | Międzynarodowe | Międzynarodowe | Międzynarodowe | Międzynarodowe | Międzynarodowe | Międzynarodowe | Międzynarodowe | Międzynarodowe | Międzynarodowe |
| ------------------------------------- | -------------- | -------------- | -------------- | -------------- | -------------- | -------------- | -------------- | -------------- | -------------- | -------------- | -------------- | -------------- | -------------- | -------------- | -------------- | -------------- | -------------- |
| Igrzyska olimpijskie                  |                |                |                |                |                |                |                |                | 1              |                |                | 2              |                |                |                |                |                |
| Mistrzostwa świata                    |                |                |                |                |                | 3              | 3              | 1              | 2              | 2              | 1              |                |                |                |                |                |                |
| Mistrzostwa czterech kontynentów      |                |                |                |                |                |                |                | 1              |                |                |                |                |                |                |                |                |                |
| GP Finał Grand Prix                   |                |                |                |                |                | 1              | 1              | 2              | 1              |                |                |                |                |                |                |                |                |
| GP Cup of China                       |                |                |                |                |                |                | 1              | 1              |                |                |                |                |                |                |                |                |                |
| GP Cup of Russia                      |                |                |                |                |                |                | 1              |                |                |                |                |                |                |                |                |                |                |
| GP Skate America                      |                |                |                |                |                |                |                | 1              | 1              |                |                |                |                |                |                |                |                |
| GP Skate Canada International         |                |                |                |                |                | 3              |                |                |                |                |                |                |                |                |                |                |                |
| GP Trophée Eric Bompard               |                |                |                |                |                | 1              |                |                | 1              |                |                |                |                |                |                |                |                |
| Golden Spin Zagrzeb                   |                |                |                |                |                |                |                |                |                |                |                | 1              |                |                |                |                |                |
| NRW Trophy                            |                |                |                |                |                |                |                |                |                |                | 1              |                |                |                |                |                |                |
| Międzynarodowe: Kategorie młodzieżowe |                |                |                |                |                |                |                |                |                |                |                |                |                |                |                |                |                |
| Mistrzostwa świata juniorów           |                |                |                | 2              | 1              |                |                |                |                |                |                |                |                |                |                |                |                |
| JGP Finał                             |                |                |                | 2              | 1              |                |                |                |                |                |                |                |                |                |                |                |                |
| JGP w Bułgarii                        |                |                |                |                | 1              |                |                |                |                |                |                |                |                |                |                |                |                |
| JGP w Chinach                         |                |                |                | 2              |                |                |                |                |                |                |                |                |                |                |                |                |                |
| JGP w Słowacji                        |                |                |                |                | 1              |                |                |                |                |                |                |                |                |                |                |                |                |
| JGP na Węgrzech                       |                |                |                | 1              |                |                |                |                |                |                |                |                |                |                |                |                |                |
| Golden Bear Zagrzeb                   |                |                | 1 N            |                |                |                |                |                |                |                |                |                |                |                |                |                |                |
| Triglav Trophy                        | 1 N            |                |                |                |                |                |                |                |                |                |                |                |                |                |                |                |                |
| Krajowe                               |                |                |                |                |                |                |                |                |                |                |                |                |                |                |                |                |                |
| Mistrzostwa Korei Południowej         | 1 J            | 1              | 1              | 1              | 1              |                |                |                |                |                | 1              | 1              |                |                |                |                |                |

## Rekordy świata
Przed sezonem 2018/2019
| Data                         | Punkty                  | Zawody                                | Uwagi |                         |
| Rekordy w nocie łącznej      | Rekordy w nocie łącznej | Rekordy w nocie łącznej               | Rekordy w nocie łącznej | Rekordy w nocie łącznej |
| ---------------------------- | ----------------------- | ------------------------------------- | --- | ----------------------- |
| 25 lutego 2010               | 228,56                  | Igrzyska Olimpijskie 2010             | Kim Yun-a została pierwszą solistką, która osiągnęła notę powyżej 220 pkt. Rekord odebrała jej Jewgienija Miedwiediewa 27 stycznia 2017 r. |                         |
| 17 października 2009         | 210,03                  | Trophée Éric Bompard 2009             | Kim Yun-a została pierwszą solistką, która osiągnęła notę powyżej 210 pkt.                                                                 |                         |
| 28 marca 2009                | 207,71                  | Mistrzostwa Świata 2009               | Kim Yun-a została pierwszą solistką, która osiągnęła notę powyżej 200 pkt.                                                                 |                         |
| Rekordy w programie krótkim  |                         |                                       | |                         |
| 23 lutego 2010               | 78,50                   | Igrzyska Olimpijskie 2010             | |                         |
| 14 listopada 2009            | 76,28                   | Skate America 2009                    | |                         |
| 27 marca 2009                | 76,12                   | Mistrzostwa Świata 2009               | Została pierwszą solistką, która osiągnęła notę za program krótki powyżej 75 pkt.                                                          |                         |
| 4 lutego 2009                | 72,24                   | Mistrzostwa Czterech Kontynentów 2009 | |                         |
| 23 marca 2007                | 71,95                   | Mistrzostwa Świata 2007               | |                         |
| Rekordy w programie dowolnym |                         |                                       | |                         |
| 25 lutego 2010               | 150,06                  | Igrzyska Olimpijskie 2010             | Została pierwszą solistką, która osiągnęła notę za program dowolny powyżej 150 pkt.                                                        |                         |
| 17 października 2009         | 133,95                  | Trophée Éric Bompard 2009             | |                         |
| 24 listopada 2007            | 133,70                  | Cup of Russia 2007                    | |                         |

## Rekordy życiowe
| Historyczne rekordy życiowe przed sezonem 2018/2019 | Historyczne rekordy życiowe przed sezonem 2018/2019 | Historyczne rekordy życiowe przed sezonem 2018/2019 | Historyczne rekordy życiowe przed sezonem 2018/2019 | Historyczne rekordy życiowe przed sezonem 2018/2019 |
| Segment                                             | Data                                                | Punkty                                              | Zawody                                              | Uwagi                                               |
| --------------------------------------------------- | --------------------------------------------------- | --------------------------------------------------- | --------------------------------------------------- | --------------------------------------------------- |
| TSS                                                 | 25 lutego 2010                                      | 228,56                                              | Igrzyska Olimpijskie 2010                           |                                                     |
| SP                                                  | 23 lutego 2010                                      | 78,50                                               | Igrzyska Olimpijskie 2010                           |                                                     |
| SP TES                                              | 23 lutego 2010                                      | 44,70                                               | Igrzyska Olimpijskie 2010                           |                                                     |
| SP PCS                                              | 19 lutego 2014                                      | 35,89                                               | Igrzyska Olimpijskie 2014                           |                                                     |
| FS                                                  | 25 lutego 2010                                      | 150,06                                              | Igrzyska Olimpijskie 2010                           |                                                     |
| FS TES                                              | 25 lutego 2010                                      | 78,30                                               | Igrzyska Olimpijskie 2010                           |                                                     |
| FS PCS                                              | 20 lutego 2014                                      | 74,50                                               | Igrzyska Olimpijskie 2014                           |                                                     |